# Патриархат (теология)
Патриархат — главенство мужского божества, преобладание мужских божеств в политеистическом пантеоне, возложение главенствующей роли на мужских божеств политеистического пантеона.
Характеризуется неолитом. Глубокие изменения в эпоху неолита затронули не только формы хозяйствования, но и религию, что, несомненно, отразилось в искусстве. В языческой религии формируется дифференциация на два принципиально отличных типа верований: из матриархата начинает выделяться патриархат.